# アリー・アーマー
アリー・アーマー（Ali Aamer、アラビア語: عليعامر、1977年12月26日 - ）は、バーレーンのサッカー選手。ポジションはミッドフィールダー。アル・ムハッラク・クラブに所属していた。サッカーバーレーン代表。 